# Unione di Mielnik
L'Unione di Mielnik del 1501 fu un tentativo di reintrodurre l'ormai sfasciata Unione Polacco-Lituana. Il trattato non fu ratificato e in seguito ad esso Alessandro I di Polonia divenne il re polacco dei due stati uniti in un'unione personale che durò fino all'Unione di Lublino del 1569.